# سیش

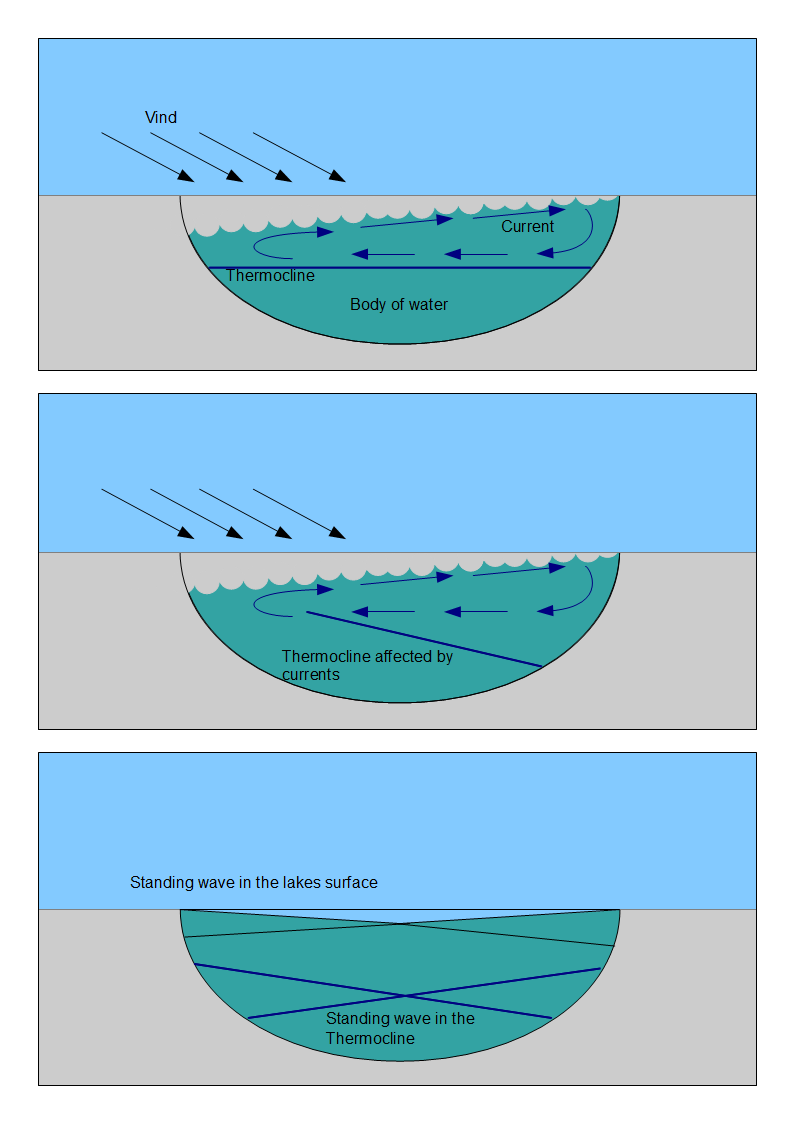
تصویری از شروع یک سیش.

سِیش (به انگلیسی: seiche) موجی ایستاده است که در پهنهٔ آب محصور یا نیمه‌محصور تشکیل می‌شود. پدیدهٔ سیش و پدیده‌های مشابه آن در دریاچه‌ها، مخازن، استخرهای شنا، خلیج، بندرگاه‌ها و دریاها مشاهده شده است. اصلی‌ترین لازمهٔ تشکیل سیش این است که پهنهٔ آب حداقل اندازه‌ای محصور باشد تا اجازه دهد موج ایستاده شکل گیرد.
پدیده سیش سونامی نیست و در توده‌های آبی بسته و نیمه بسته رخ می‌دهد. در این رابطه امواج ایستاده در اثر عوامل مختلف از جمله وزش باد و عوامل هواشناسی ایجاد می‌شوند که وزش شدید و ناگهانی باد عمود بر ساحل سبب ایجاد شیب در سطح آب دریا شده و با قطع ناگهانی باد نوسانات عمودی سطح آب و امواج سهمگین ایجاد می‌شوند.

## علل و ماهیت سیش

یک موج ایستاده (سیاه) که به عنوان مجموع دو موج پراکنده به تصویر کشیده شده که در جهت مخالف یکدیگر حرکت می‌کنند (آبی و قرمز).

سیش اغلب برای چشم غیرمسلح غیرقابل‌مشاهده است و شاهدانی که در قایق روی سطح آن هستند ممکن است به دلیل طول موج بسیار بلند متوجه وقوع آن نشوند. این پدیده ناشی از نوسان‌های ایجاد شده در پهنهٔ آب است که توسط یک یا چند عامل مختل شده است که اغلب پدیده‌های هواشناسی (باد و تغییرات فشار اتمسفر)، فعالیت‌های لرزه‌ای یا سونامی هستند. به دلیل آنکه آب در تعادل هیدرواستاتیک در حالت افقی قرار دارد، نیروی گرانش همیشه سعی دارد سطح پهنهٔ آب مایع را به حالت افقی بازگرداند.
حرکت هماهنگ عمودی باعث ایجاد ضربه‌ای می‌شود که با سرعتی که بستگی به عمق آب دارد، طول حوضه را می‌پیماید. ضربه پس از رسیدن به پایان حوضه بازتافت شده و باعث تداخل امواج می‌شود. تکرار بازتافت‌ها منجر به شکل‌گیری امواج ایستاده‌ای با یک یا چند گره می‌شود که هیچ حرکت عمودی‌ای را تحمل نمی‌کنند. بسامد نوسان بسته به اندازهٔ حوضه، عمق و خطوط کانتوری آن و و درجه حرارت آب تعیین می‌شود. این پدیده در پی وزش باد از خشکی به دریا و در مناطق محدود و بسته رخ می‌دهد و در پی آن بلافاصله با برگشت باد از ساحل به خشکی امواج بلند و قدرتمندی ایجاد می‌شود که ارتفاع برخی از آنها به بیش از ۳۰ متر نیز می‌رسد.

## مهندسی برای ایمنی در برابر سیش
مهندسان برای طراحی سازه‌های حفاظت در برابر سیل (مانند سد سن پترزبورگ)، مخازن و سدها (مانند سد گرند کولی)، حوضه‌های قابل‌حمل ذخیرهٔ آب، بندرگاه‌ها و حتی حوضه‌های انبار سوخت هسته‌ای مصرف شده، پدیدهٔ سیش را در نظر می‌گیرند.

## سیش در جهان
این پدیده در برخی از دریاهای جهان از جمله دریای بالتیک و آدریاتیک نیز رخ می‌دهد و سبب افزایش تراز سطح آب تا ۳ متر می‌شود. در سال ۱۹۷۹ این پدیده در بندر ناکازاکی ژاپن اتفاق افتاده است در این حادثه موجی به طول تقریبی چهار متر ایجاد کرد و در این پدیده بعد از وقوع موج بزرگ نوسانات تراز ادامه یافته، تا اینکه به حالت اولیه برسد.

### سیش در ایران (بندر دیر، بوشهر)
پدیده سیش بندر دیر از شهرهای بندری استان بوشهر و ۱۸۰ کیلومتری جنوب شرق بندر بوشهر رخ داد. این پدیده پس از وزش شدید باد از خشکی به سمت دریا و توقف ناگهانی باد صورت گرفته است.
در ۲۹ اسفند ۱۳۹۵ (۸:۲۰ صبح) پدیده طغیان آب دریا (سیش) که بر اثر جریانهای وزش باد و هواشناسی ایجاد شده، به‌طور بی‌سابقه در نوار ساحلی بندر دیر رخ داد و آب دریا تا ارتفاع ۳ متری به ساحل هجوم آورد و بیش ار یک کیلومتر در شهر پیشروی کرد. موجب خسارت زیاد به موتورهای شناور و اماکن مسکونی و خودروها و پارک ساحلی شد. در این حادثه ۵ نفر کشته یا ناپدید شده و ۱۷ نفر مصدوم شدند. سیش به بندر عسلویه نیز صدماتی وارد کرد.
احتمال دارد پدیده مشابه آن یا شبه سونامی موجب ویرانی بندر باستانی سیراف در قرون گذشته همسایگی بندر دیر شده باشد.